# Campanularia erythraea
Campanularia erythraea is een hydroïdpoliep uit de familie Campanulariidae. De poliep komt uit het geslacht Campanularia. Campanularia erythraea werd in 1923 voor het eerst wetenschappelijk beschreven door Stechow. 